# René Vergara
René Manuel Vergara Vergara (18 de marzo de 1916-24 de agosto de 1981) fue un escritor, oficial de policía y profesor universitario chileno.
Autor de siete libros publicados, sus relatos policiales fueron muy popular durante la década de 1960.
Fuera del mundo de las letras, fue inspector de la Real Policía Inglesa, trabajó puntualmente para la OEA investigando crímenes en Bolivia, Venezuela y República Dominicana. En su país, ostentó el mayor cargo jerárquico de la Policía de Investigaciones de Chile, además de ser el responsable de la creación de la Brigada de Homicidios, a la cual dirigió durante diez años. Fue becado por el FBI.
En el ámbito de investigación y formación, fue profesor universitario de criminalística tanto en su país como en el extranjero. Escribió ensayos, traducidos al inglés y al francés por la Interpol sobre Juan Vucetich, Edmond Locard y Harry Soderman, todos especialistas de su campo. En Venezuela creó la revista de la policía científica.

## Obras
- El pasajero de la muerte (1969)
- La otra cara del crimen (1970)
- ¡Qué sombra más larga tiene ese gato...! (1971)
- Taxi...para el insomnio (Buenos Aires, 1971)
- Un soldado para Lucifer (1973)
- La pluma del ángel, y, otros relatos (1974)
- De las memorias del inspector Cortés (1976)
- ‘’Más allá del crimen (1978)
- ¿Quién soy? (1979)
- ‘’Adiós tía